# Fußball-Club Bayern München 2001-2002
Questa voce raccoglie le informazioni riguardanti il Bayern Monaco nelle competizioni ufficiali della stagione 2001-2002.

## Stagione
In questa stagione il Bayern è campione d'Europa in carica, ma viene sconfitto per 3-2 del Liverpool nella Supercoppa UEFA; in precedenza la squadra era stata sconfitta nella Coppa di Lega dall'Herta Berlino, e nella prima giornata di campionato dal Borussia Mönchengladbach
I bavaresi si riprendono però presto: arrivano al primo posto in Bundesliga nella seconda parte di ottobre, e si qualificano poi al secondo turno a gironi della Champions League insieme allo Sparta Praga. Il 27 novembre conquistano anche la seconda coppa Intercontinentale, sconfiggendo a Tokyo il Boca Juniors grazie ad un gol segnato nei supplementari di Samuel Kuffour.
In seguito il Bayern accusa un calo in campionato, e si ritrova in febbraio al sesto posto, tuttavia alla ripresa della Champions si qualifica insieme al Manchester United ai quarti di finale, pur venendo qui eliminato dal Real Madrid. La stagione si conclude con il raggiungimento del terzo posto in campionato, e delle semifinali in coppa di Germania, dove la squadra è sconfitta dallo Schalke 04.

## Maglie e sponsor
| Casa | Trasferta | Terza divisa | Quarta divisa |  |

## Rosa
| N. |                     | Ruolo | Calciatore                  |
| -- | ------------------- | ----- | --------------------------- |
| 1  | Germania (bandiera) | P     | Oliver Kahn (vice-capitano) |
| 2  | Francia (bandiera)  | D     | Willy Sagnol                |
| 3  | Francia (bandiera)  | D     | Bixente Lizarazu            |
| 4  | Ghana (bandiera)    | D     | Samuel Kuffour              |
| 6  | Guinea (bandiera)   | C     | Pablo Thiam                 |
| 7  | Germania (bandiera) | C     | Mehmet Scholl               |
| 8  | Croazia (bandiera)  | C     | Niko Kovač                  |
| 9  | Brasile (bandiera)  | A     | Giovane Élber               |
| 10 | Svizzera (bandiera) | C     | Ciriaco Sforza              |
| 11 | Germania (bandiera) | C     | Stefan Effenberg (capitano) |
| 12 | Croazia (bandiera)  | D     | Robert Kovač                |
| 13 | Brasile (bandiera)  | A     | Paulo Sérgio                |
| 14 | Perù (bandiera)     | A     | Claudio Pizarro             |
| 16 | Germania (bandiera) | C     | Jens Jeremies               |
| 17 | Germania (bandiera) | C     | Thorsten Fink               |
| 18 | Germania (bandiera) | C     | Michael Tarnat              |

| N. |                                 | Ruolo | Calciatore         |
| -- | ------------------------------- | ----- | ------------------ |
| 19 | Germania (bandiera)             | A     | Carsten Jancker    |
| 20 | Bosnia ed Erzegovina (bandiera) | C     | Hasan Salihamidžić |
| 21 | Germania (bandiera)             | A     | Alexander Zickler  |
| 22 | Germania (bandiera)             | P     | Bernd Dreher       |
| 23 | Inghilterra (bandiera)          | C     | Owen Hargreaves    |
| 24 | Paraguay (bandiera)             | A     | Roque Santa Cruz   |
| 25 | Germania (bandiera)             | D     | Thomas Linke       |
| 28 | Germania (bandiera)             | C     | Patrick Mölzl      |
| 30 | Francia (bandiera)              | C     | Alou Diarra        |
| 31 | Germania (bandiera)             | D     | Stephan Kling      |
| 32 | Germania (bandiera)             | C     | Markus Feulner     |
| 33 | Germania (bandiera)             | P     | Stefan Wessels     |
| 34 | Germania (bandiera)             | C     | Florian Heller     |
| 35 | Germania (bandiera)             | C     | Steffen Hofmann    |
| 36 | Germania (bandiera)             | P     | Jan Schlösser      |

## Organigramma societario
Area direttiva
- Presidente:  Franz Beckenbauer

Area tecnica
- Allenatore: Ottmar Hitzfeld
- Allenatore in seconda: Michael Henke
- Preparatore dei portieri: Sepp Maier
- Preparatori atletici:

## Calciomercato

### Sessione estiva
| Acquisti | Acquisti        | Acquisti         | Acquisti |
| R.       | Nome            | da               | Modalità |
| -------- | --------------- | ---------------- | -------- |
| C        | Niko Kovač      | Amburgo          |          |
| D        | Robert Kovač    | Bayer Leverkusen |          |
| A        | Claudio Pizarro | Werder Brema     |          |
| C        | Pablo Thiam     | Stoccarda        |          |

| Cessioni | Cessioni               | Cessioni    | Cessioni |
| R.       | Nome                   | da          | Modalità |
| -------- | ---------------------- | ----------- | -------- |
| D        | Patrik Andersson       | Barcellona  |          |
| D        | Sebastian Backer       | Duisburg    |          |
| A        | Berkant Göktan         | Galatasaray |          |
| C        | Michael Wiesinger      | Monaco 1860 |          |
| C        | Sławomir Wojciechowski | Aarau       |          |

### Sessione invernale
| Acquisti | Acquisti | Acquisti | Acquisti |
| R.       | Nome     | da       | Modalità |
| -------- | -------- | -------- | -------- |

| Cessioni | Cessioni | Cessioni | Cessioni |
| R.       | Nome     | da       | Modalità |
| -------- | -------- | -------- | -------- |

## Risultati

### Bundesliga

#### Girone di andata
| Arbitro: | Steinborn |

|              |           |  |
| van Lent 23’ | Marcatori |  |

| Arbitro: | Fandel |

|                                    |           |  |
| Pizarro 6’ Scholl 13’ N. Kovač 39’ | Marcatori |  |

| Arbitro: | Krug |

|             |           |           |
| Kirsten 69’ | Marcatori | 79’ Élber |

| Arbitro: | Jansen |

|                      |           |  |
| Sforza 13’ Élber 45’ | Marcatori |  |

| Arbitro: | Fröhlich |

|  |           |                                 |
|  | Marcatori | 22’ Salihamidžić 58’ Santa Cruz |

| Arbitro: | Weiner |

|           |           |  |
| Élber 89’ | Marcatori |  |

| Arbitro: | Aust |

|  |           |                                          |
|  | Marcatori | 2’ Zickler 3’ Pizarro 74’ (aut.) Piplica |

| Arbitro: | Meyer |

|                               |           |  |
| Élber 9’, 13’, 59’ Sérgio 90’ | Marcatori |  |

| Arbitro: | Krug |

|             |           |                                                                       |
| Bierofka 9’ | Marcatori | 28’ Santa Cruz 44’ Fink 57’ Salihamidžić 80’ Élber 86’ (rig.) Pizarro |

| Arbitro: | Jansen |

|                                                         |           |                 |
| Santa Cruz 16’ Salihamidžić 23’, 29’ (rig.) Pizarro 90’ | Marcatori | 82’ (rig.) Koch |

| Arbitro: | Fröhlich |

|  |           |                  |
|  | Marcatori | 27’, 70’ Pizarro |

| Arbitro: | Berg |

|                             |           |  |
| Sérgio 70’ Pizarro 84’, 89’ | Marcatori |  |

| Arbitro: | Fandel |

|                     |           |  |
| Skrypnyk 40’ (rig.) | Marcatori |  |

| Monaco di Baviera 24 novembre 2001, ore 15:30 CET 14ª giornata | Bayern Monaco | 0 – 0 referto | Norimberga | Stadio Olimpico (63 000 spett.)\| Arbitro: \| Weiner \| |
| Arbitro:                                                       | Weiner        |               |            |                                                         |

| Arbitro: | Aust |

|                          |           |              |
| Neuendorf 71’ Dárdai 84’ | Marcatori | 46’ N. Kovač |

| Arbitro: | Koop |

|                            |           |                             |
| Pizarro 11’, 56’ Élber 17’ | Marcatori | 44’, 70’ Marić 52’ Kühbauer |

| Arbitro: | Steinborn |

|            |           |  |
| Hirsch 86’ | Marcatori |  |

#### Girone di ritorno
| Monaco di Baviera 18 dicembre 2001, ore 20:00 CET 18ª giornata | Bayern Monaco | 0 – 0 referto | Borussia M'gladbach | Stadio Olimpico (41 000 spett.)\| Arbitro: \| Kircher \| |
| Arbitro:                                                       | Kircher       |               |                     |                                                          |

| Arbitro: | Fröhlich |

|                                                              |           |            |
| Mpenza 34’ Sand 35’ Böhme 54’ van Hoogdalem 75’ Kamphuis 90’ | Marcatori | 49’ Scholl |

| Arbitro: | Fandel |

|                                |           |  |
| Élber 67’ Effenberg 71’ (rig.) | Marcatori |  |

| Arbitro: | Krug |

|                            |           |            |
| Meggle 30’ Patschinski 33’ | Marcatori | 87’ Sagnol |

| Arbitro: | Steinborn |

|           |           |             |
| Élber 81’ | Marcatori | 78’ Amoroso |

| Arbitro: | Merk |

|  |           |                        |
|  | Marcatori | 32’ Lizarazu 41’ Élber |

| Arbitro: | Meyer |

|                                                                 |           |  |
| Pizarro 15’, 55’ Effenberg 35’ (rig.) Scholl 45’, 48’ Élber 74’ | Marcatori |  |

| Arbitro: | Aust |

|  |           |                           |
|  | Marcatori | 32’ Santa Cruz 39’ Scholl |

| Arbitro: | Berg |

|                     |           |             |
| Sérgio 72’ Fink 90’ | Marcatori | 75’ Stranzl |

| Kaiserslautern 16 marzo 2002, ore 15:30 CET 27ª giornata | Kaiserslautern | 0 – 0 referto | Bayern Monaco | Fritz-Walter-Stadion (40 600 spett.)\| Arbitro: \| Koop \| |
| Arbitro:                                                 | Koop           |               |               |                                                            |

| Arbitro: | Gagelmann |

|                                        |           |  |
| Élber 64’, 88’ Salihamidžić 83’ (rig.) | Marcatori |  |

| Amburgo 30 marzo 2002, ore 15:30 CET 29ª giornata | Amburgo | 0 – 0 referto | Bayern Monaco | AOL Arena (55 360 spett.)\| Arbitro: \| Fandel \| |
| Arbitro:                                          | Fandel  |               |               |                                                   |

| Arbitro: | Aust |

|                            |           |                                |
| Pizarro 21’ Santa Cruz 55’ | Marcatori | 24’ (rig.) Ailton 90’ Krstajić |

| Arbitro: | Krug |

|                      |           |                       |
| Krzynówek 73’ (rig.) | Marcatori | 11’ Élber 41’ Pizarro |

| Arbitro: | Kemmling |

|                                           |           |  |
| Hartmann 67’ (aut.) Élber 82’ Pizarro 83’ | Marcatori |  |

| Arbitro: | Berg |

|  |           |                     |
|  | Marcatori | 33’ (aut.) Biliškov |

| Arbitro: | Jansen |

|                                          |           |                      |
| Baumgart 39’ (aut.) Scholl 55’ Élber 83’ | Marcatori | 82’ Hansen 89’ Lantz |

### Coppa di Germania
| Arbitro: | Aust |

|               |           |                                                         |
| Karpowicz 89’ | Marcatori | 6’ Jancker 23’ Santa Cruz 51’, 71’ Zickler 65’ N. Kovač |

| Arbitro: | Wagner |

|  |           |                        |
|  | Marcatori | 49’ Jancker 62’ Scholl |

| Arbitro: | Berg |

|                      |           |           |
| Tarnat 43’ Élber 44’ | Marcatori | 13’ Ponte |

| Arbitro: | Jansen |

|                             |                      |                                              |
| Koch Hengen Bjelica Hristov | Tiri di rigore 3 – 5 | Effenberg Jeremies Hargreaves Scholl Pizarro |

| Arbitro: | Fandel |

|                               |           |  |
| van Hoogdalem 100’ Böhme 115’ | Marcatori |  |

### Coppa di Lega
| Arbitro: | Jansen |

|  |           |            |
|  | Marcatori | 39’ Preetz |

### Champions League

#### Fase a gironi
| Monaco di Baviera 18 settembre 2001, ore 20:45 CEST 1ª giornata | Bayern Monaco | 0 – 0 referto | Sparta Praga | Stadio Olimpico (20 000 spett.)\| Arbitro: \| Irvine \| |
| Arbitro:                                                        | Irvine        |               |              |                                                         |

| Arbitro: | Ibáñez |

|             |           |                                 |
| Baranov 64’ | Marcatori | 17’ Salihamidžić 40’, 74’ Élber |

| Arbitro: | Veissière |

|                                |           |                |
| van Hooijdonk 38’ Tomasson 45’ | Marcatori | 13’, 50’ Élber |

| Arbitro: | De Bleeckere |

|                                            |           |                 |
| Pizarro 7’, 22’ Élber 33’, 52’ Zickler 90’ | Marcatori | 58’ Besčastnych |

| Arbitro: | Batista |

|                                           |           |              |
| van Gobbel 12’ (aut.) Santa Cruz 30’, 90’ | Marcatori | 25’ Elmander |

| Arbitro: | Hamer |

|  |           |                    |
|  | Marcatori | 40’ (aut.) Novotný |

#### Seconda fase a gironi
| Arbitro: | Frisk |

|            |           |                     |
| Sérgio 87’ | Marcatori | 74’ van Nistelrooij |

| Arbitro: | Collina |

|  |           |            |
|  | Marcatori | 65’ Sérgio |

| Porto 20 febbraio 2002, ore 20:45 CET 3ª giornata | Boavista | 0 – 0 referto | Bayern Monaco | Stadio do Bessa Século XXI (13 000 spett.)\| Arbitro: \| Micheľ \| |
| Arbitro:                                          | Micheľ   |               |               |                                                                    |

| Arbitro: | Hauge |

|                |           |  |
| Santa Cruz 81’ | Marcatori |  |

| Manchester 13 marzo 2002, ore 20:45 CET 5ª giornata | Manchester Utd | 0 – 0 referto | Bayern Monaco | Old Trafford (68 217 spett.)\| Arbitro: \| Veissière \| |
| Arbitro:                                            | Veissière      |               |               |                                                         |

| Arbitro: | Fisker |

|                          |           |             |
| Jeremies 58’ Pizarro 87’ | Marcatori | 54’ Ahamada |

#### Fase a eliminazione diretta
| Arbitro: | Dallas |

|                           |           |            |
| Effenberg 82’ Pizarro 88’ | Marcatori | 11’ Njitap |

| Arbitro: | Braschi |

|                       |           |  |
| Helguera 69’ Guti 85’ | Marcatori |  |

### Supercoppa UEFA
| Arbitro: | Pereira |

|                               |           |                              |
| Riise 23’ Heskey 45’ Owen 46’ | Marcatori | 57’ Salihamidžić 82’ Jancker |

## Coppa Intercontinentale
| Arbitro: | Kim Milton Nielsen |

|              |           |  |
| Kuffour 109’ | Marcatori |  |

## Statistiche

### Statistiche di squadra
| Competizione      | Punti | In casa | In casa | In casa | In casa | In casa | In casa | In trasferta | In trasferta | In trasferta | In trasferta | In trasferta | In trasferta | Totale | Totale | Totale | Totale | Totale | Totale | DR  |
| Competizione      | Punti | G       | V       | N       | P       | Gf      | Gs      | G            | V            | N            | P            | Gf           | Gs           | G      | V      | N      | P      | Gf     | Gs     | DR  |
| ----------------- | ----- | ------- | ------- | ------- | ------- | ------- | ------- | ------------ | ------------ | ------------ | ------------ | ------------ | ------------ | ------ | ------ | ------ | ------ | ------ | ------ | --- |
| Bundesliga        | 68    | 17      | 12      | 5       | 0       | 42      | 10      | 17           | 8            | 3            | 6            | 23           | 15           | 34     | 20     | 8      | 6      | 65     | 25     | +40 |
| Coppa di Germania | -     | 1       | 1       | 0       | 0       | 2       | 1       | 4            | 2            | 1            | 1            | 7            | 3            | 5      | 3      | 1      | 1      | 9      | 4      | +5  |
| Coppa di Lega     | -     | 1       | 0       | 0       | 1       | 0       | 1       | 0            | 0            | 0            | 0            | 0            | 0            | 1      | 0      | 0      | 1      | 0      | 1      | -1  |
| Champions League  | -     | 7       | 5       | 2       | 0       | 14      | 5       | 7            | 3            | 3            | 1            | 7            | 5            | 14     | 8      | 5      | 1      | 21     | 10     | +11 |
| Supercoppa UEFA   | -     | 0       | 0       | 0       | 0       | 0       | 0       | 1            | 0            | 0            | 1            | 2            | 3            | 1      | 0      | 0      | 1      | 2      | 3      | -1  |
| Totale            | 68    | 26      | 18      | 7       | 1       | 58      | 17      | 29           | 13           | 7            | 9            | 39           | 26           | 55     | 31     | 14     | 10     | 97     | 43     | +54 |

### Andamento in campionato
| Giornata  | 1  | 2 | 3 | 4 | 5 | 6 | 7 | 8 | 9 | 10 | 11 | 12 | 13 | 14 | 15 | 16 | 17 | 18 | 19 | 20 | 21 | 22 | 23 | 24 | 25 | 26 | 27 | 28 | 29 | 30 | 31 | 32 | 33 | 34 |
| --------- | -- | - | - | - | - | - | - | - | - | -- | -- | -- | -- | -- | -- | -- | -- | -- | -- | -- | -- | -- | -- | -- | -- | -- | -- | -- | -- | -- | -- | -- | -- | -- |
| Luogo     | T  | C | T | C | T | C | T | C | T | C  | T  | C  | T  | C  | T  | C  | T  | C  | T  | C  | T  | C  | T  | C  | T  | C  | T  | C  | T  | C  | T  | C  | T  | C  |
| Risultato | P  | V | N | V | V | V | V | V | V | V  | V  | V  | P  | N  | P  | N  | P  | N  | P  | V  | P  | N  | V  | V  | V  | V  | N  | V  | N  | N  | V  | V  | V  | V  |
| Posizione | 13 | 5 | 5 | 5 | 4 | 3 | 2 | 2 | 2 | 1  | 1  | 1  | 2  | 2  | 3  | 4  | 4  | 5  | 5  | 4  | 5  | 6  | 5  | 5  | 4  | 3  | 3  | 3  | 3  | 4  | 3  | 3  | 3  | 3  |

Legenda:

Luogo: C = Casa; T = Trasferta. Risultato: V = Vittoria; N = Pareggio; P = Sconfitta.

### Statistiche dei giocatori
| Giocatore       | Bundesliga | Bundesliga | Bundesliga  | Bundesliga | Coppa di Germania | Coppa di Germania | Coppa di Germania | Coppa di Germania | Coppa di Lega | Coppa di Lega | Coppa di Lega | Coppa di Lega | Champions League | Champions League | Champions League | Champions League | Totale   | Totale | Totale      | Totale     |
| Giocatore       | Presenze   | Reti       | Ammonizioni | Espulsioni | Presenze          | Reti              | Ammonizioni       | Espulsioni        | Presenze      | Reti          | Ammonizioni   | Espulsioni    | Presenze         | Reti             | Ammonizioni      | Espulsioni       | Presenze | Reti   | Ammonizioni | Espulsioni |
| --------------- | ---------- | ---------- | ----------- | ---------- | ----------------- | ----------------- | ----------------- | ----------------- | ------------- | ------------- | ------------- | ------------- | ---------------- | ---------------- | ---------------- | ---------------- | -------- | ------ | ----------- | ---------- |
| A. Di Salvo     | 0          | 0          | 0           | 0          | 0                 | 0                 | 0                 | 0                 | 1             | 0             | 0             | 0             | 0                | 0                | 0                | 0                | 1        | 0      | 0           | 0          |
| A. Diarra       | 0          | 0          | 0           | 0          | 0                 | 0                 | 0                 | 0                 | 0             | 0             | 0             | 0             | 0                | 0                | 0                | 0                | 0        | 0      | 0           | 0          |
| B. Dreher       | 0          | 0          | 0           | 0          | 0                 | 0                 | 0                 | 0                 | 0             | 0             | 0             | 0             | 0                | 0                | 0                | 0                | 0        | 0      | 0           | 0          |
| S. Effenberg    | 17         | 2          | 5           | 0          | 4                 | 0                 | 3                 | 0                 | 1             | 0             | 0             | 0             | 7                | 1                | 2                | 0                | 29       | 3      | 10          | 0          |
| G. Élber        | 30         | 17         | 4           | 0          | 3                 | 1                 | 2                 | 0                 | 1             | 0             | 0             | 0             | 11               | 6                | 1                | 0                | 45       | 24     | 7           | 0          |
| M. Feulner      | 1          | 0          | 0           | 0          | 1                 | 0                 | 0                 | 0                 | 0             | 0             | 0             | 0             | 3                | 0                | 0                | 0                | 5        | 0      | 0           | 0          |
| T. Fink         | 28         | 2          | 8           | 0          | 4                 | 0                 | 1                 | 0                 | 0             | 0             | 0             | 0             | 12               | 0                | 0                | 0                | 44       | 2      | 9           | 0          |
| O. Hargreaves   | 29         | 0          | 6           | 0          | 4                 | 0                 | 1                 | 0                 | 1             | 0             | 0             | 0             | 13               | 0                | 1                | 0                | 47       | 0      | 8           | 0          |
| F. Heller       | 0          | 0          | 0           | 0          | 0                 | 0                 | 0                 | 0                 | 0             | 0             | 0             | 0             | 0                | 0                | 0                | 0                | 0        | 0      | 0           | 0          |
| S. Hofmann      | 1          | 0          | 0           | 0          | 0                 | 0                 | 0                 | 0                 | 0             | 0             | 0             | 0             | 0                | 0                | 0                | 0                | 1        | 0      | 0           | 0          |
| C. Jancker      | 18         | 0          | 3           | 0          | 4                 | 2                 | 2                 | 0                 | 0             | 0             | 0             | 0             | 4                | 0                | 0                | 0                | 26       | 2      | 5           | 0          |
| J. Jeremies     | 10         | 0          | 1           | 0          | 4                 | 0                 | 2                 | 0                 | 0             | 0             | 0             | 0             | 6                | 1                | 2                | 0                | 20       | 1      | 5           | 0          |
| O. Kahn         | 32         | 0          | 2           | 0          | 4                 | 0                 | 0                 | 0                 | 1             | 0             | 0             | 0             | 12               | 0                | 0                | 0                | 49       | 0      | 2           | 0          |
| S. Kling        | 0          | 0          | 0           | 0          | 0                 | 0                 | 0                 | 0                 | 0             | 0             | 0             | 0             | 0                | 0                | 0                | 0                | 0        | 0      | 0           | 0          |
| N. Kovač        | 16         | 2          | 4           | 0          | 3                 | 1                 | 1                 | 0                 | 1             | 0             | 0             | 0             | 4                | 0                | 3                | 0                | 24       | 3      | 8           | 0          |
| R. Kovač        | 29         | 0          | 6           | 0          | 3                 | 0                 | 0                 | 1                 | 0             | 0             | 0             | 0             | 13               | 0                | 2                | 0                | 45       | 0      | 8           | 1          |
| S. Kuffour      | 21         | 0          | 2           | 0          | 3                 | 0                 | 1                 | 1                 | 1             | 0             | 0             | 0             | 14               | 0                | 0                | 0                | 39       | 0      | 3           | 1          |
| T. Linke        | 20         | 0          | 6           | 0          | 5                 | 0                 | 1                 | 0                 | 1             | 0             | 0             | 0             | 5                | 0                | 0                | 0                | 31       | 0      | 7           | 0          |
| B. Lizarazu     | 25         | 1          | 8           | 0          | 1                 | 0                 | 0                 | 0                 | 0             | 0             | 0             | 0             | 12               | 0                | 0                | 0                | 38       | 1      | 8           | 0          |
| P. Mölzl        | 0          | 0          | 0           | 0          | 0                 | 0                 | 0                 | 0                 | 0             | 0             | 0             | 0             | 0                | 0                | 0                | 0                | 0        | 0      | 0           | 0          |
| C. Pizarro      | 30         | 15         | 3           | 0          | 4                 | 0                 | 0                 | 0                 | 0             | 0             | 0             | 0             | 14               | 4                | 1                | 0                | 48       | 19     | 4           | 0          |
| W. Sagnol       | 28         | 1          | 2           | 0          | 1                 | 0                 | 0                 | 0                 | 0             | 0             | 0             | 0             | 10               | 0                | 1                | 0                | 39       | 1      | 3           | 0          |
| H. Salihamidžić | 19         | 5          | 2           | 0          | 1                 | 0                 | 0                 | 0                 | 1             | 0             | 0             | 0             | 9                | 1                | 1                | 1                | 30       | 6      | 3           | 1          |
| R. Santa Cruz   | 22         | 5          | 0           | 0          | 3                 | 1                 | 0                 | 0                 | 1             | 0             | 0             | 0             | 11               | 3                | 0                | 0                | 37       | 9      | 0           | 0          |
| J. Schlösser    | 0          | 0          | 0           | 0          | 0                 | 0                 | 0                 | 0                 | 0             | 0             | 0             | 0             | 0                | 0                | 0                | 0                | 0        | 0      | 0           | 0          |
| M. Scholl       | 18         | 6          | 0           | 0          | 3                 | 1                 | 0                 | 0                 | 0             | 0             | 0             | 0             | 2                | 0                | 0                | 0                | 23       | 7      | 0           | 0          |
| P. Sérgio       | 23         | 3          | 1           | 0          | 2                 | 0                 | 1                 | 0                 | 1             | 0             | 0             | 0             | 12               | 2                | 2                | 0                | 38       | 5      | 4           | 0          |
| C. Sforza       | 16         | 1          | 1           | 0          | 1                 | 0                 | 0                 | 0                 | 0             | 0             | 0             | 0             | 5                | 0                | 0                | 0                | 22       | 1      | 1           | 0          |
| M. Tarnat       | 10         | 0          | 1           | 1          | 3                 | 1                 | 1                 | 0                 | 1             | 0             | 0             | 0             | 3                | 0                | 0                | 0                | 17       | 1      | 2           | 1          |
| P. Thiam        | 12         | 0          | 1           | 0          | 3                 | 0                 | 0                 | 0                 | 1             | 0             | 1             | 0             | 4                | 0                | 0                | 0                | 20       | 0      | 2           | 0          |
| S. Wessels      | 2          | 0          | 0           | 0          | 1                 | 0                 | 0                 | 0                 | 0             | 0             | 0             | 0             | 2                | 0                | 0                | 0                | 5        | 0      | 0           | 0          |
| A. Zickler      | 13         | 1          | 2           | 0          | 4                 | 2                 | 0                 | 0                 | 1             | 0             | 0             | 0             | 7                | 1                | 0                | 0                | 25       | 4      | 2           | 0          |